# 敦賀市立博物館
敦賀市立博物館（つるがしりつはくぶつかん）は、福井県敦賀市にある歴史民俗系の博物館。1927年（昭和2年）竣工の旧大和田銀行本店（国の重要文化財）を館施設として使用している。

## 歴史
1978年（昭和53年）8月、旧大和田銀行本店の建物内に敦賀市歴史民俗資料館が開館した。1993年（平成5年）2月に博物館登録され、同年7月に敦賀市立博物館に改称した。
もともと博物館用に建てられた建築物ではないことから、展示スペースやバックヤードの確保などに問題を抱えており、1998年（平成10年）の「敦賀市立博物館検討委員会」による答申以来、新博物館の建設に向けての要望が市に対して上がっていた。2004年（平成16年）には「敦賀市新博物館建設検討委員会」が、旧大和田銀行建物の復原的活用と、新博物館建設をめざす委員会の設置をもとめる答申を市に提出した。しかし「諸般の事情」から新博物館の建設構想は停滞しており、旧大和田銀行本店の「復原的活用」が先行して進められることとなった。
2012年（平成24年）8月20日より建物修復のため長期休館に入り、その間は隣接するみなとつるが山車会館で図録等の頒布を行っていた。2015年（平成27年）7月に再開館した。

## 収蔵品・展示
常設展の展示物は敦賀にゆかりのある資料で、県内屈指のコレクションである近世・近代絵画300点超をはじめ、俳句・俳諧、郷土、歴史資料、民俗資料、港湾関係など多岐にわたる。企画展、特別展も定期的に開催している。近世・近代絵画は、地元所縁の旧大名家や素封家のコレクションを引き継いだものではなく、博物館自身が時間をかけて収集していった作品群である。敦賀は京都文化の影響が強いことから、円山・四条派、岸派、原派、土佐派、復古大和絵といった京都ゆかりの画派を中心に収集している。特に敦賀出身の内海吉堂ら内海三代や、実父が敦賀の馬借頭だった幸野楳嶺、敦賀と縁がある橋本長兵衛、曾宮一念らの作品が多い。

## 建築

### 建築としての年表
- 1927年（昭和2年）：大和田銀行二代目本店建物が竣工。
- 1945年（昭和20年）：大和田銀行が三和銀行に吸収合併。
- 1962年（昭和37年）：三和銀行が撤退、福井銀行となる。
- 1977年（昭和52年）：建物が敦賀市に寄贈される。
- 1978年（昭和53年）：敦賀市歴史民俗資料館となる。
- 1993年（平成5年）：敦賀市指定文化財となる。敦賀市立博物館に改称。
- 2010年（平成22年）：福井県指定文化財となる。
- 2012年（平成24年）：復元的修復工事のため休館。収蔵庫棟が竣工。
- 2015年（平成27年）：修復工事完了し、開館。
- 2017年（平成29年）：国の重要文化財（建造物）に指定[7][6]。

出典 : 『旧大和田銀行本店建物（敦賀市立博物館）修復事業完了記念誌』

### 建築としての歴史

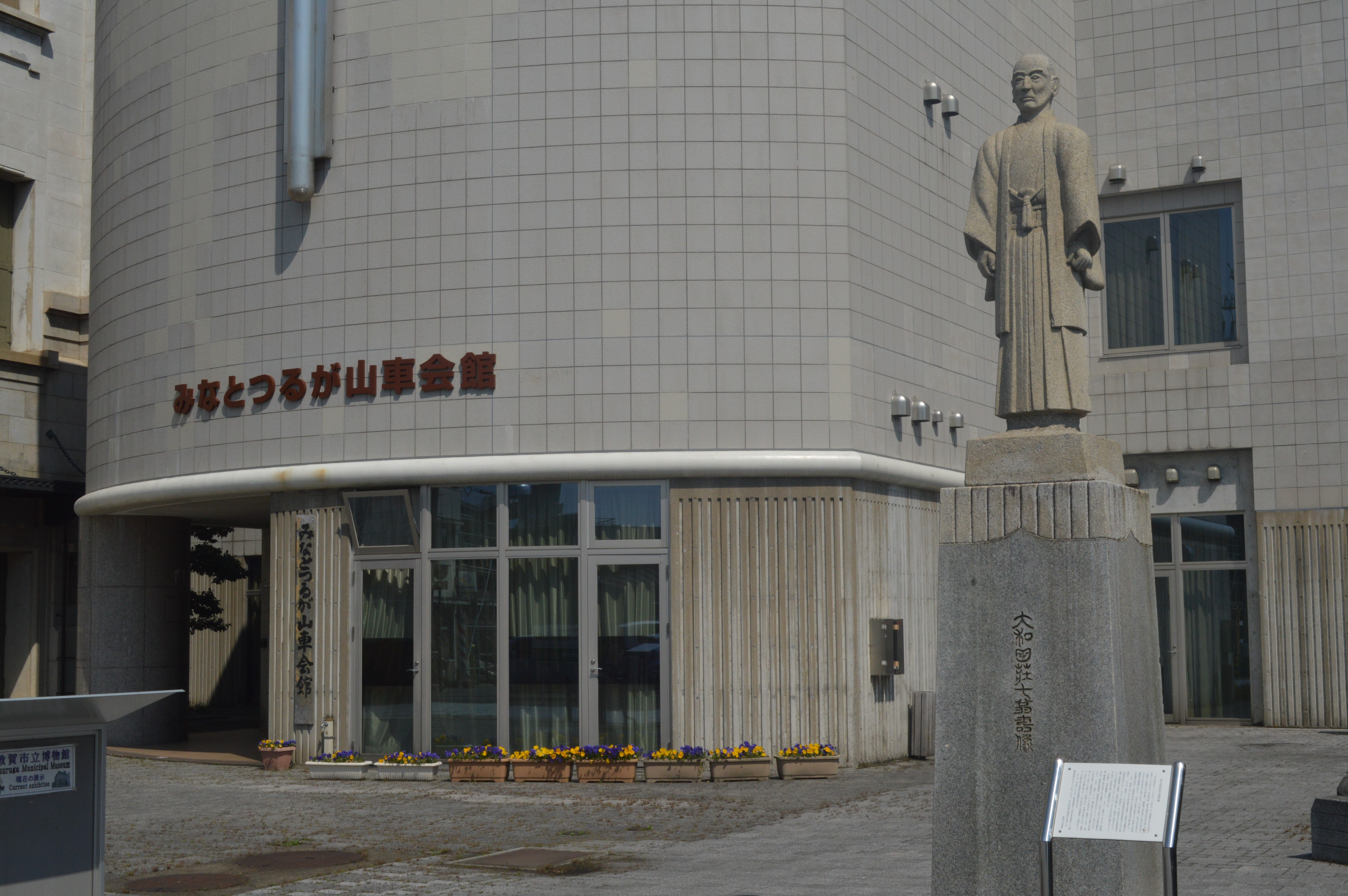
敦賀市立博物館の敷地内にある大和田荘七の銅像

大和田銀行本店として1925年（大正14年）に着工し、1927年（昭和2年）に竣工した。建設費用として35万円が投じられた。鉄筋コンクリート（一部石造）・地上3階地下1階の建物には、当時の北陸地方では珍しかったエレベーターが備えられた。この建物は銀行としての業務スペースのほか、公共スペースも併せ持っており、地下はレストランとして、屋上部はビアガーデンとして開放されていた。また3階には舞台を備えた集会場があり、公会堂としても利用されていた。これには、地域の経済発展とともに文化的な充実・発展を目指した創業者大和田荘七の思想が反映されていると評価されている。
第二次世界大戦末期の敦賀は、1945年（昭和20年）7月12日の敦賀大空襲をはじめ数度の空襲を受けたが、この建物は戦災を免れた。1945年（昭和20年）10月1日に大和田銀行が三和銀行に吸収されると、この建物は三和銀行敦賀支店となり、次いで福井銀行敦賀港支店となった。1977年（昭和52年）には建物が敦賀市に寄贈され、1978年（昭和53年）から敦賀市立歴史民俗資料館として利用されている。建物は1993年（平成5年）に敦賀市指定文化財に指定され、1994年（平成6年）には敦賀市立博物館に改称している。2010年（平成22年）には福井県指定有形文化財に指定され、2017年（平成29年）には国の重要文化財に指定された。

### 建築としての評価
敦賀港の往年の栄華をしのばせる建物とされ、敦賀市は「国際港敦賀を象徴する記念碑的建造物」として評価している。地元では「（大正・）戦前昭和時代の日本三大洋風建築物の一つ」と謳われることもある。この場合、日本三大洋風建築物のほかの二つは西陣織物館（京都市）や香港上海銀行長崎支店（長崎市）が引き合いに出される。

### 修復工事
2012年から2015年の復元的修復前は、収蔵品の保管スペースが不足しており、内部に仮設の壁を設置することでバックヤードとしていたことに加え、展示ケースで覆われていたこともあり、本来の建物構造、装飾などを十分見ることはできない状態であった。修復工事に先立つ2012年に、収蔵庫棟を博物館北側に新たに建設し、展示点数を限定することで、現在は展示と建物内装の両方を観覧することができるようになっている。主な復元箇所としては、1階の銀行カウンター、2階の貴賓室、3階のステージ付き公会堂が挙げられる。その反面大型の展示ケースは減らされ、絵画コレクションの展示は困難になってしまった側面もある。以下は、修復後、展示品が設置される前の状態の写真である。

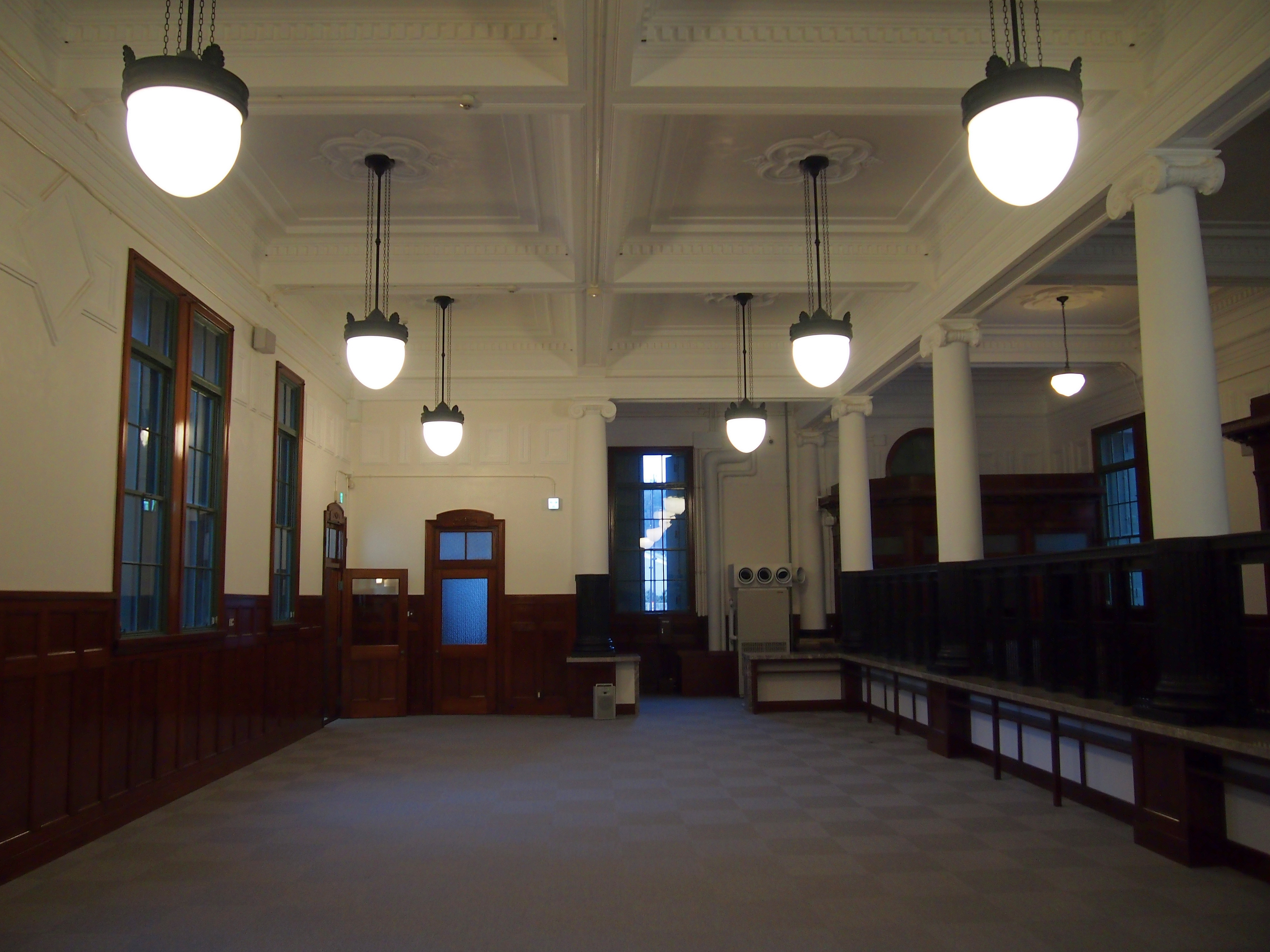
1階
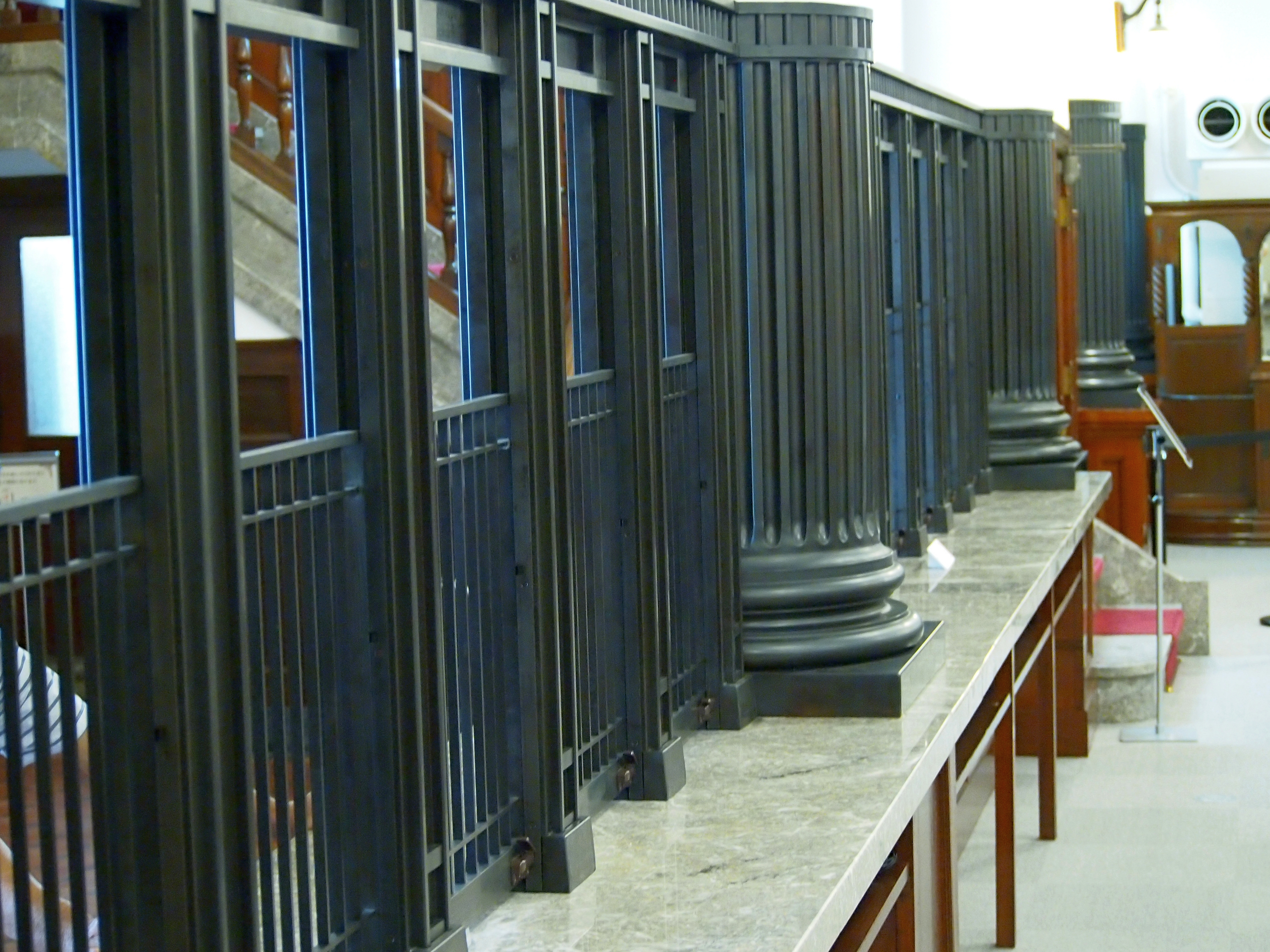
1階の銀行カウンター
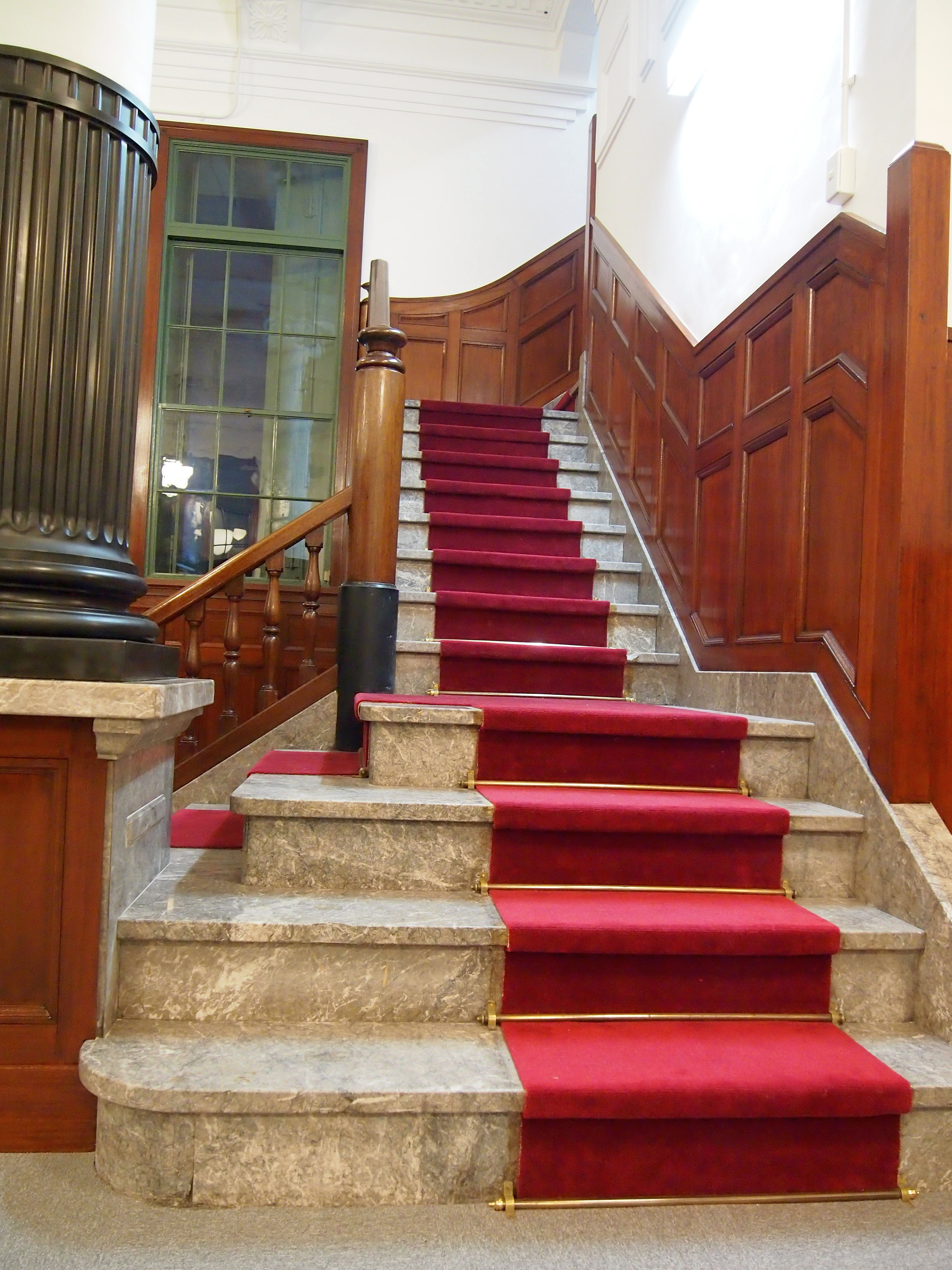
1階の階段
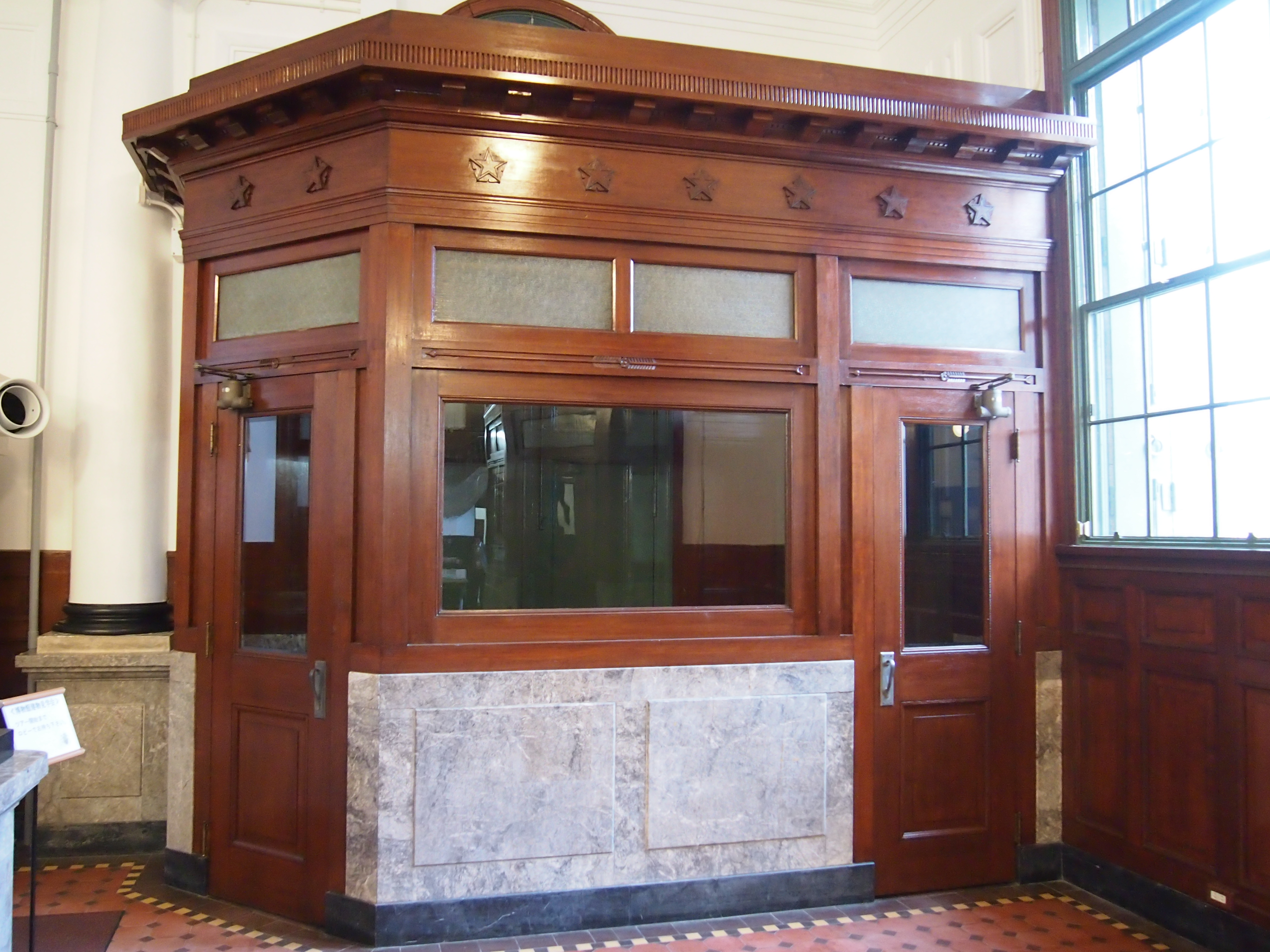
1階の南東入口
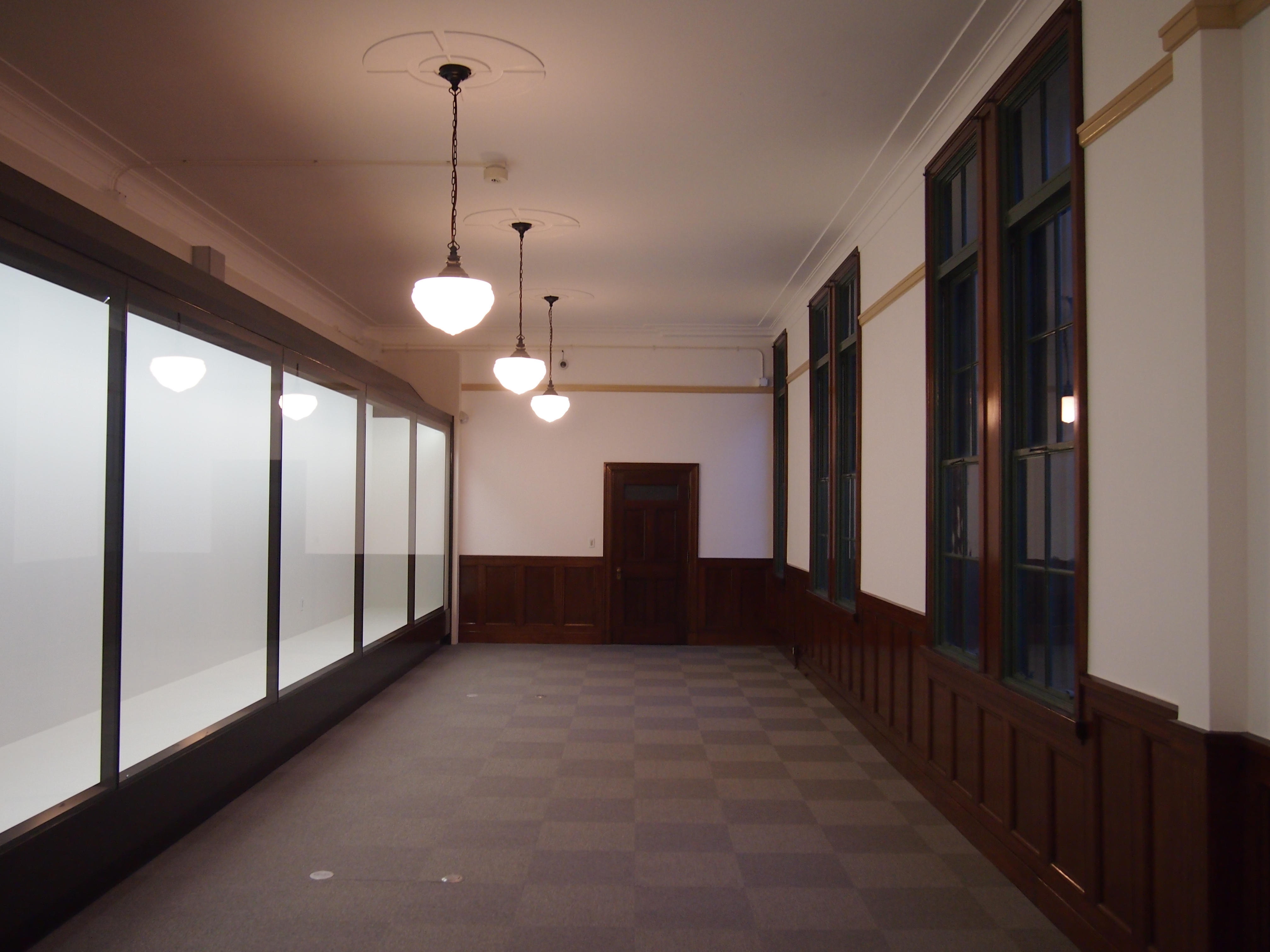
2階
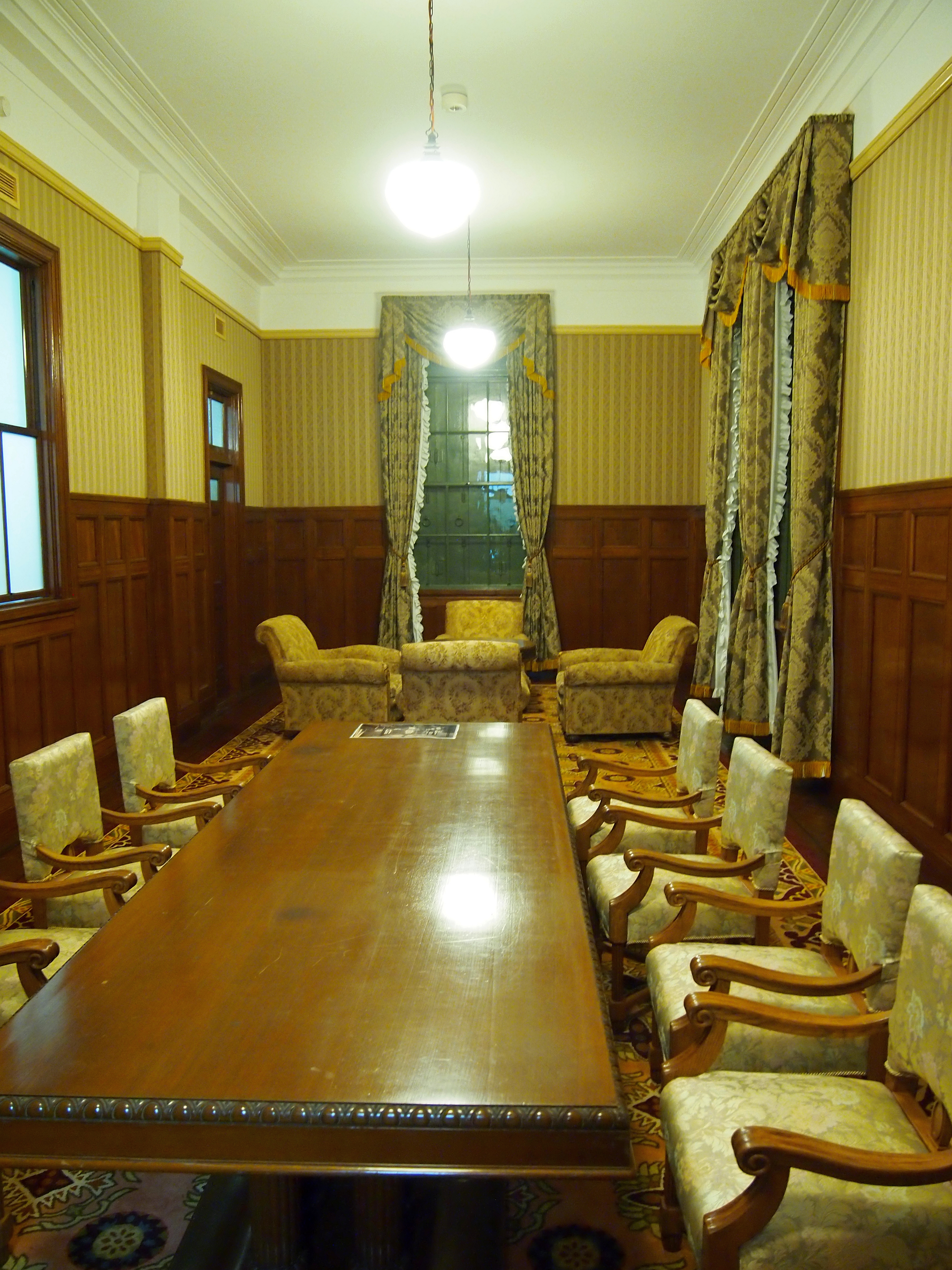
2階の貴賓室
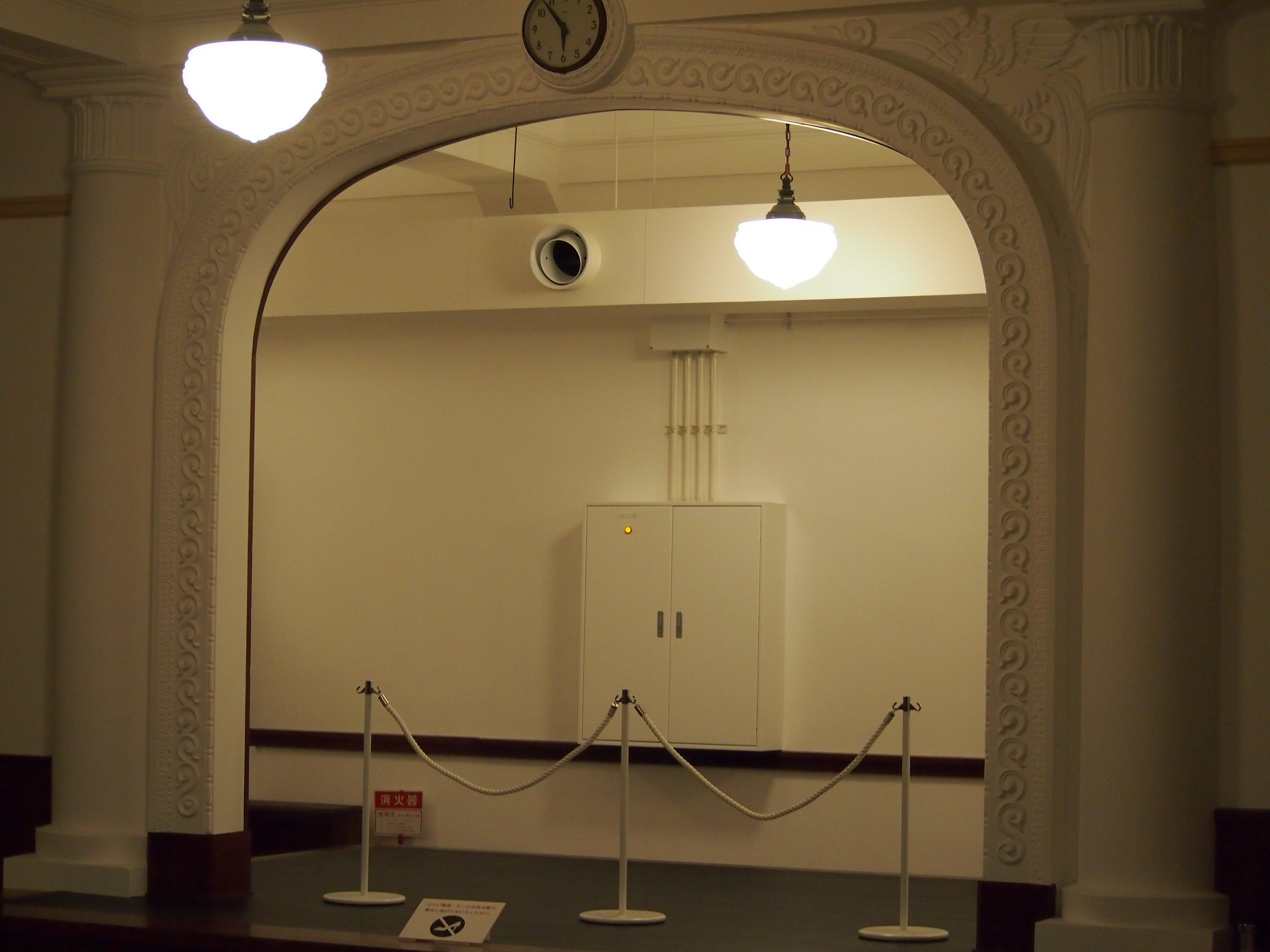
3階の公会堂ステージ部

## 交通アクセス
- 北陸本線・北陸新幹線・小浜線・ハピラインふくい線 敦賀駅から徒歩で約25分。
- 敦賀駅から敦賀市コミュニティバス 松原線で「山車会館」停留所下車、ぐるっと敦賀周遊バス（観光ルート）で「博物館通り」停留所下車。ともに停留所から徒歩1分。

## 周辺情報

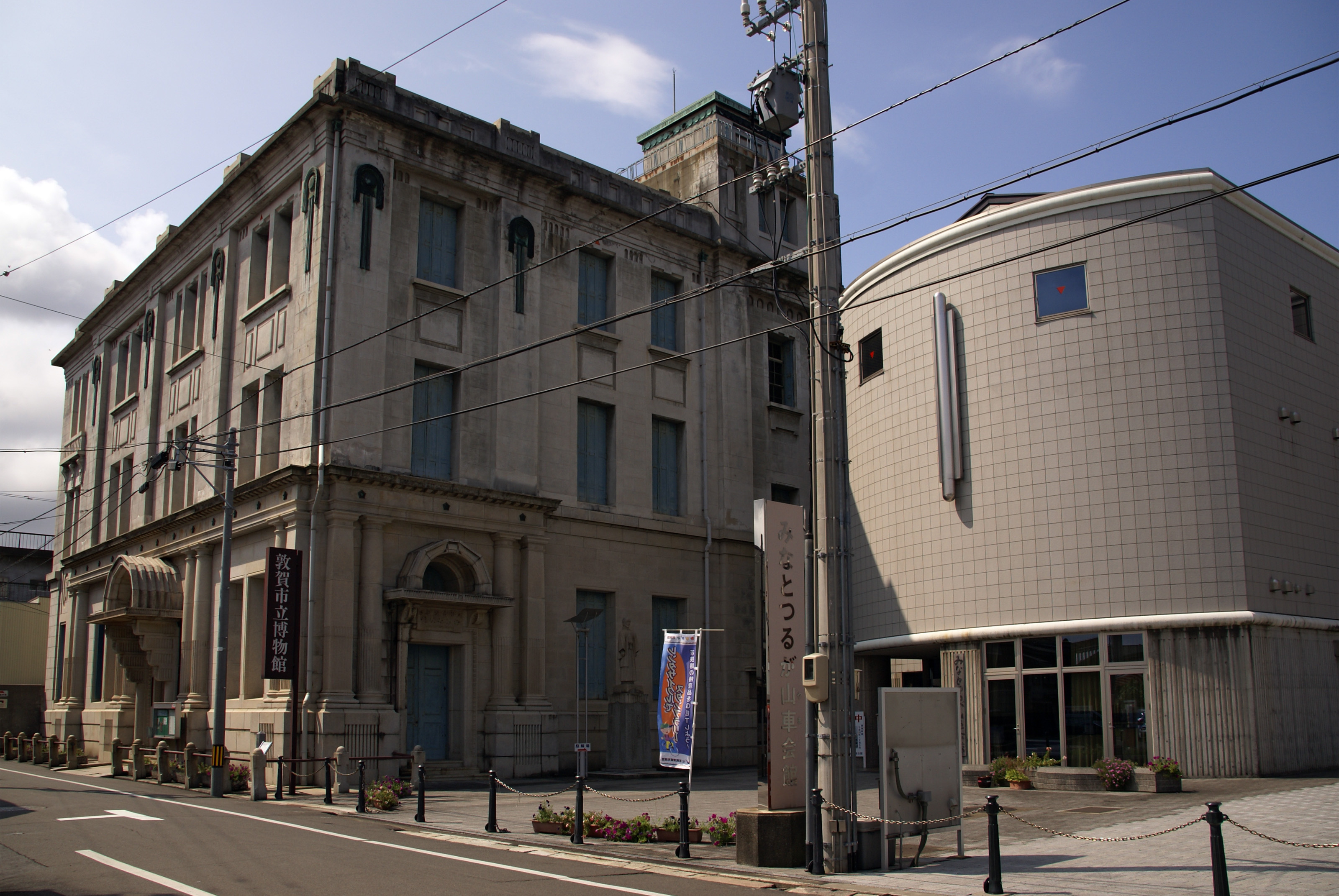
博物館（左）とみなとつるが山車会館（右）

博物館周辺は博物館通りと名づけられ、観光地区として整備が図られている。2006年（平成18年）に毎日新聞社が選定した「ヘリテージング100選」（観光価値の観点を重視した近代遺産のリスト）では「敦賀港かいわいレトロ建築群（敦賀市立博物館、赤煉瓦倉庫など）」が挙げられている。
- みなとつるが山車会館 （隣接施設）
- 紙わらべ資料館
- 敦賀港 - 金ヶ崎緑地 - きらめきみなと館 - 旧敦賀港駅舎 - 赤レンガ倉庫 - 洲崎の高灯籠
- 気比松原
- 氣比神宮